# مسیحیت در کوبا

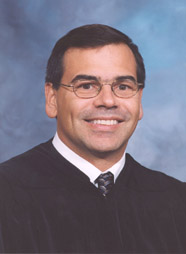
کریستف کلمب

مسیحیت در کوبا نقش مهمی را در تاریخ کوبا ایفا کرده‌است. کوبا توسط کریستف کلمب چند روز پس از ورود وی به دنیای جدید در سال ۱۴۹۲ کشف شد. در سال ۱۵۱۱ هنگامی که دیگو ولاسکز ده کوللر کوبا را فتح نمود، کلیسای کاتولیک را در کوبا تأسیس کرد و کشیش بارتلمه د لاس کاساس که عموماً به عنوان شناخته شده «محافظ سرخپوستان» شناخته می‌شد، مسئولیت کلیسا را بر عهده گرفت. همراه با کلیسای کاتولیک در همان زمان آئین پروتستان نیزبه کوبا وارد شد.